# Dickinsonia
Dickinsonia är en vattenlevande livsform som var vanlig före kambrium, för omkring 600 miljoner år sedan. Fossila lämningar av livsformen skiftar mellan 4 millimeter och 1,4 meter i längd. Ny forskning har kategoriserat organismen som det äldsta kända djuret, 558 miljoner år gammalt. Man har hittat lipider av kolesteroltyp, i fossil från Vita havet nära Kolahalvön i norra Ryssland, som endast återfinns hos animaliska organismer.